# Manfred Weiss (Jurist)
Manfred Weiss (* 1. Juni 1940 in Tuttlingen) ist ein deutscher Rechtswissenschaftler.

## Leben
Weiss studierte von 1960 bis 1964 Rechtswissenschaft an den Universitäten Berlin und Freiburg. 1965/1966 war er Forschungsstipendiat am Center for the Study of Law and Society in Berkeley. Er wurde 1971 promoviert mit einer Arbeit über die Theorie der richterlichen Entscheidungstätigkeit in den Vereinigten Staaten. Danach war er bis 1972 als wissenschaftlicher Mitarbeiter und anschließend als Dozent an der Universität Frankfurt am Main tätig. Nach der Berufung auf den Lehrstuhl für Arbeits- und Zivilrecht an der Universität Hamburg 1974, kehrte Weiss 1977 nach Frankfurt zurück und übernahm dort den Lehrstuhl für Bürgerliches Recht und Arbeitsrecht, den er bis zu seiner Emeritierung zum 1. Oktober 2008 innehatte.
Manfred Weiss pflegte im Rahmen seiner wissenschaftlichen Tätigkeit zahlreiche Kontakte ins Ausland, insbesondere nach Südafrika, wo er Honorarprofessor der Universität Kapstadt sowie außerordentlicher Professor der Universitäten Stellenbosch und Western Cape ist. Längerfristige Gastprofessuren führten ihn an Universitäten in Frankreich, Belgien, die Vereinigten Staaten und noch immer nach Südafrika. Weiss ist und war Fakultätsmitglied mehrerer jährlich stattfindender internationaler Seminare (Szeged/Ungarn, Bordeaux/Frankreich, Bologna/Italien, Vilnius/Litauen und Venedig/Italien).
Weiss war von 1990 bis 2002 Mitglied der Ständigen Deputation des Deutschen Juristentags (DJT) und von 1998 bis 2002 dessen Vizepräsident. Von 1990 bis 1995 war er Präsident der German Industrial Relations Association (GIRA). Von 1989 bis 1995 sowie von 2000 bis 2006 war er Mitglied im Exekutivkomitee der International Industrial Relations Association (IIRA) und von 2000 bis 2003 der Präsident dieser Vereinigung.
Weiss ist bzw. war Mitherausgeber mehrerer, vorwiegend arbeitsrechtlicher Zeitschriften sowie der Kritischen Vierteljahresschrift für Gesetzgebung und Rechtswissenschaft (KritV).
Manfred Weiss ist Mitglied der International Labor and Employment Association (ILERA) sowie der International Society of Labor Law and Social Security (ISLLSS). Im Februar 2012 wurde er als Fellow in die World Academy of Art and Science aufgenommen. 2015 erhielt er vom International Labour Law Network den Preis für herausragende Verdienste um das Arbeitsrecht.

## Ehrungen und Auszeichnungen
1992 wurde Weiss das Bundesverdienstkreuz am Bande und, 2002 das Bundesverdienstkreuz 1. Klasse verliehen. Er ist Träger von Ehrendoktortiteln der Universitäten Budapest (2005), Lima (2006), Bordeaux (2001) und Nort West/Südafrika (2015).